# Jaderná elektrárna Unterweser
Jaderná elektrárna Unterweser je neaktivní jaderná elektrárna poblíž města Nordenham v Dolním Sasku. Jako zdroj chlazení sloužila řeka Vezera.

## Historie a technické informace
K  síti byla poprvé připojena 29. září 1978 s nominálním výkonem 1 410 MW. Ve své době byla největším reaktorem na světě. Dne 18. března 2011 ve 3:33 hodin byla v důsledku jaderné katastrofy ve Fukušimě zpočátku dočasně odstavena ze sítě. 30. května 2011 německá vláda oznámila, že se Unterweser po moratoriu nevrátí do provozu a bude vyřazena. Poslední palivové tyče byly odstraněny v únoru 2019. 

## Informace o reaktorech
| Reaktor          | Typ reaktoru | Čistý výkon | Hrubý výkon | Zahájení stavby | Připojení k síti | Uvedení do komerčního provozu | Uzavření    |
| ---------------- | ------------ | ----------- | ----------- | --------------- | ---------------- | ----------------------------- | ----------- |
| Unterweser (KKU) | PWR          | 1345 MW     | 1410 MW     | 1. 7. 1972      | 29. 9. 1978      | 6. 9 .1979                    | 30. 5. 2011 |